# Wullersdorf
Wullersdorf ist eine Marktgemeinde mit 2441 Einwohnern (Stand 1. Jänner 2025) im Bezirk Hollabrunn in Niederösterreich.

## Geografie
Wullersdorf liegt im nördlichen Weinviertel in Niederösterreich. Die Fläche der Marktgemeinde umfasst 63,92 Quadratkilometer. Davon sind 86 Prozent landwirtschaftliche Nutzfläche, je 2 Prozent sind Gärten und Weingärten und 5 Prozent der Fläche sind bewaldet.

### Gemeindegliederung
Das Gemeindegebiet umfasst folgende zehn Ortschaften (in Klammern Einwohnerzahl Stand 1. Jänner 2025):
- Aschendorf (57)
- Grund (249) samt Grund-Bahnhofsiedlung und Hetzmannsdorf-Wullersdorf-Bahnstation
- Hart (70)
- Hetzmannsdorf (138)
- Immendorf (392)
- Kalladorf (234)
- Maria Roggendorf (127)
- Oberstinkenbrunn (205)
- Schalladorf (140)
- Wullersdorf (829)

Die Gemeindefläche gliedert sich in elf Katastralgemeinden (Fläche Stand: 31. Dezember 2023):
- Aschendorf (142,06 ha)
- Grund (1.245,93 ha)
- Hart (316,49 ha)
- Hetzmannsdorf (229,93 ha)
- Immendorf (1.234,79 ha)
- Kalladorf (669,8 ha)
- Oberstinkenbrunn (670,45 ha)
- Raffelhof (221,51 ha)
- Roggendorf (289,71 ha)
- Schalladorf (491,94 ha)
- Wullersdorf (879,75 ha)

### Nachbargemeinden
| Guntersdorf | Haugsdorf, Alberndorf im Pulkautal, Hadres  | Mailberg                |
|             | Kompassrose, die auf Nachbargemeinden zeigt | Nappersdorf-Kammersdorf |
| Grabern     | Hollabrunn                                  |                         |

## Geschichte
Aus der Mittelsteinzeit wurden in Immendorf eine Kreisgrabenanlage und in Oberstinkenbrunn Klingen, Klingenschaber, Rundschaber und Abschlagstücke gefunden. Aus der Bronzezeit stammen ein Griffenplattendolch vom Fuß des Galgenbergs und ein Gräberfeld mit sieben Skeletten und Grabbeigaben aus Maria Roggendorf.
Das Gebiet um Wullersdorf wurde etwa im 11. Jahrhundert nach Christus von Bayern aus besiedelt, Wullersdorf entstand als Kirchensiedlung. Im Jahr 1108 weihte der Passauer Bischof Ulrich eine Kirche. Wullersdorf ist eine der niederösterreichischen Mutterpfarren, die im frühen 12. Jahrhundert, vielleicht sogar schon im 11. Jahrhundert entstand. 1113 übertrug Leopold III. die Pfarre dem Stift Melk. Die offizielle Markterhebung erfolgte 1411.
Bis zum Ende des 15. Jahrhunderts hatten sich zwei Grundherrschaften gebildet, die größere gehörte den Grafen von Hardegg, die kleinere dem Kloster Melk. Im Jahr 1651 kaufte das Kloster Melk den Besitz der Hardegger und wurde so bis 1848 Alleineigentümer. Ab 1848 konnten die ehemaligen Untertanen Grund und Boden als Eigentum erwerben.

### Einwohnerentwicklung
Seit 1981 bleibt die Bevölkerungszahl konstant, da die positive Wanderungsbilanz die negative Geburtenbilanz aufhebt.
| Wullersdorf: Einwohnerzahlen von 1869 bis 2025      | Wullersdorf: Einwohnerzahlen von 1869 bis 2025 | Wullersdorf: Einwohnerzahlen von 1869 bis 2025 | Wullersdorf: Einwohnerzahlen von 1869 bis 2025 | Wullersdorf: Einwohnerzahlen von 1869 bis 2025 |
| --------------------------------------------------- | ---------------------------------------------- | ---------------------------------------------- | ---------------------------------------------- | ---------------------------------------------- |
| Jahr                                                |                                                |                                                |                                                | Einwohner                                      |
| 1869                                                | 1869                                           |                                                | 3.919                                          | 3.919                                          |
| 1880                                                | 1880                                           |                                                | 4.101                                          | 4.101                                          |
| 1890                                                | 1890                                           |                                                | 4.225                                          | 4.225                                          |
| 1900                                                | 1900                                           |                                                | 4.231                                          | 4.231                                          |
| 1910                                                | 1910                                           |                                                | 3.994                                          | 3.994                                          |
| 1923                                                | 1923                                           |                                                | 3.972                                          | 3.972                                          |
| 1934                                                | 1934                                           |                                                | 3.624                                          | 3.624                                          |
| 1939                                                | 1939                                           |                                                | 3.741                                          | 3.741                                          |
| 1951                                                | 1951                                           |                                                | 3.384                                          | 3.384                                          |
| 1961                                                | 1961                                           |                                                | 2.782                                          | 2.782                                          |
| 1971                                                | 1971                                           |                                                | 2.575                                          | 2.575                                          |
| 1981                                                | 1981                                           |                                                | 2.320                                          | 2.320                                          |
| 1991                                                | 1991                                           |                                                | 2.251                                          | 2.251                                          |
| 2001                                                | 2001                                           |                                                | 2.420                                          | 2.420                                          |
| 2011                                                | 2011                                           |                                                | 2.368                                          | 2.368                                          |
| 2021                                                | 2021                                           |                                                | 2.391                                          | 2.391                                          |
| 2025                                                | 2025                                           |                                                | 2.441                                          | 2.441                                          |
| Quelle(n): Statistik Austria, Gebietsstand 1.1.2021 |                                                |                                                |                                                |                                                |

## Kultur und Sehenswürdigkeiten

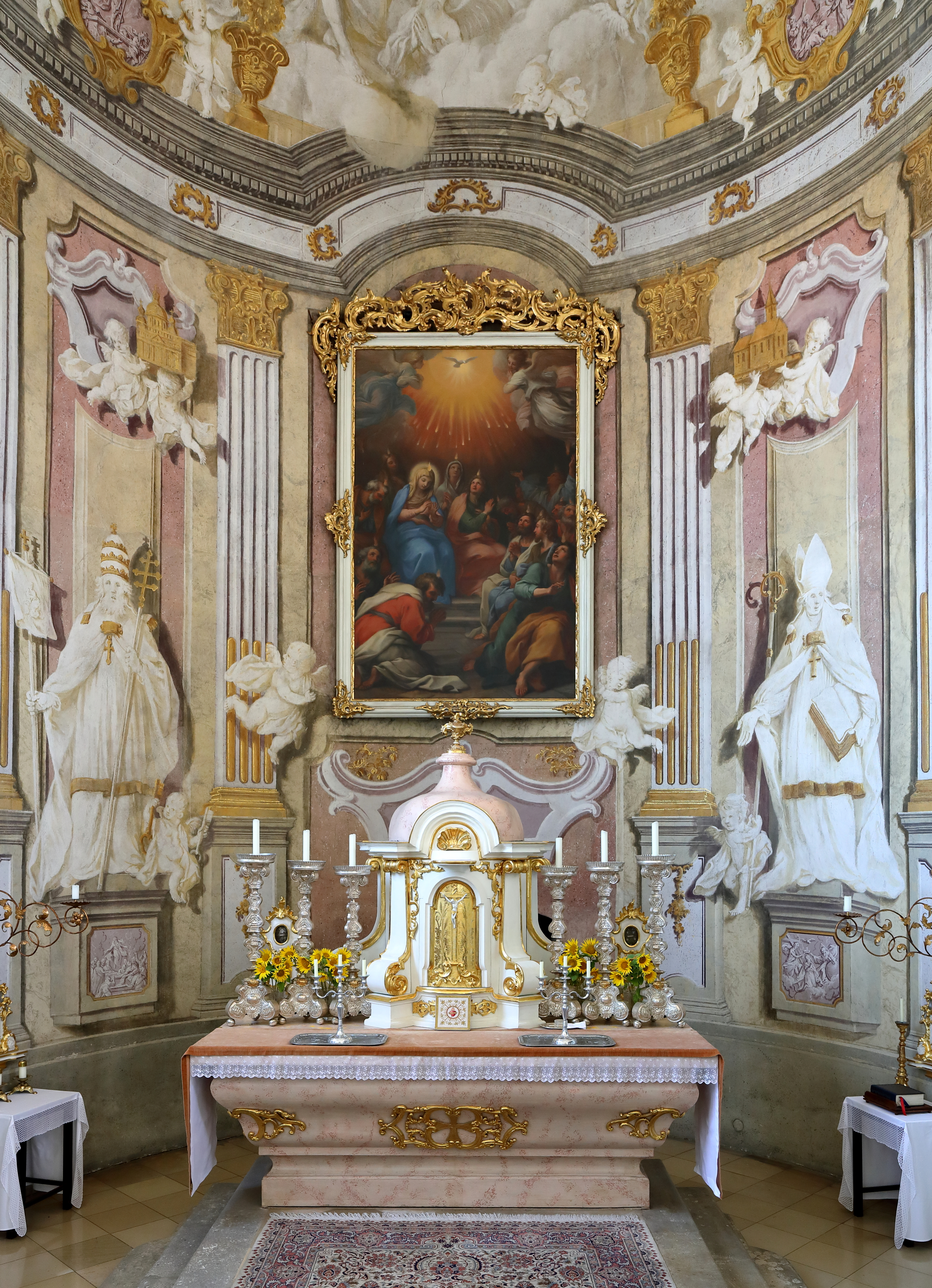
Hochaltar der Basilika in Roggendorf

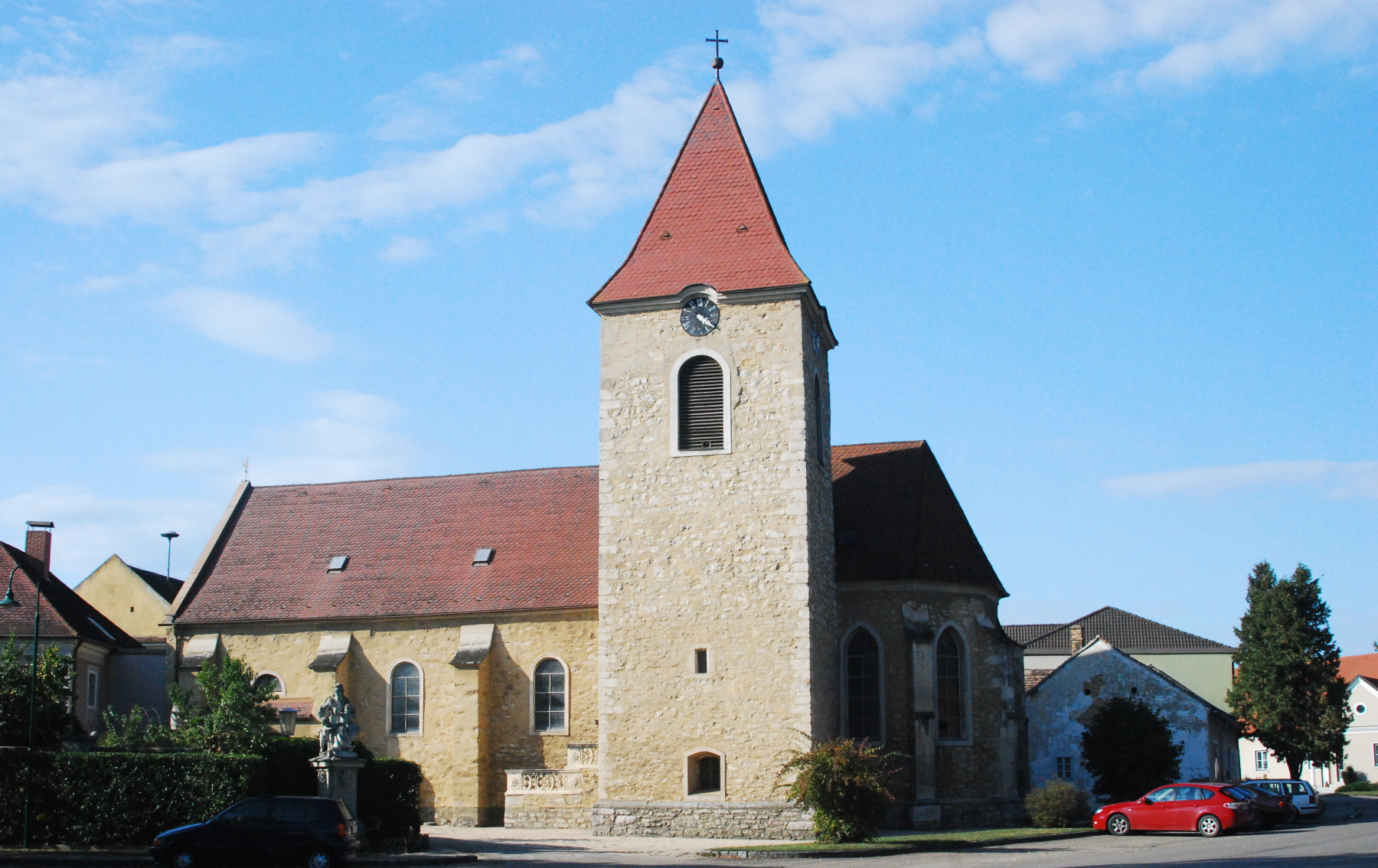
Pfarrkirche Immendorf

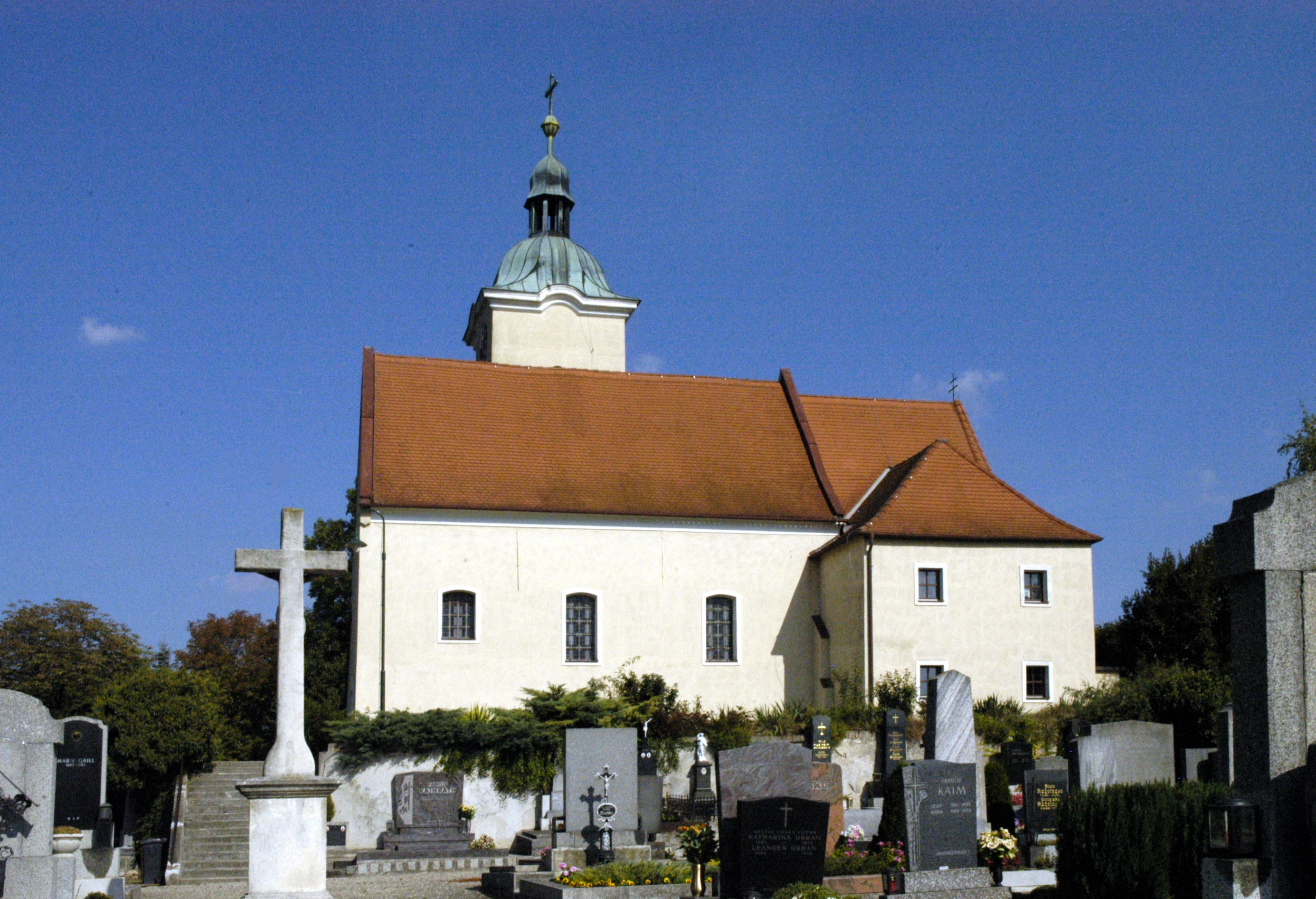
Pfarrkirche Oberstinkenbrunn

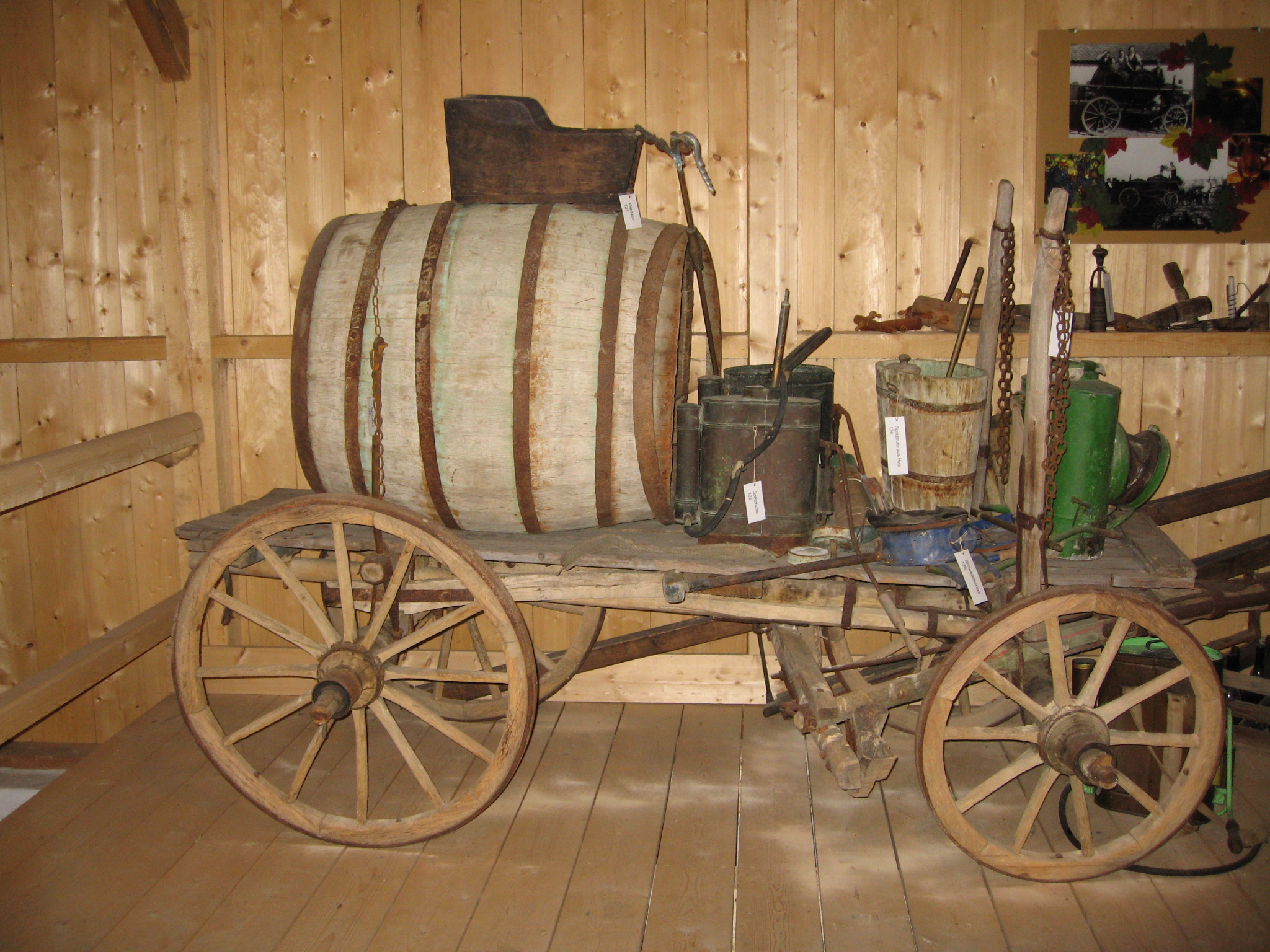
Bauernmuseum Kalladorf

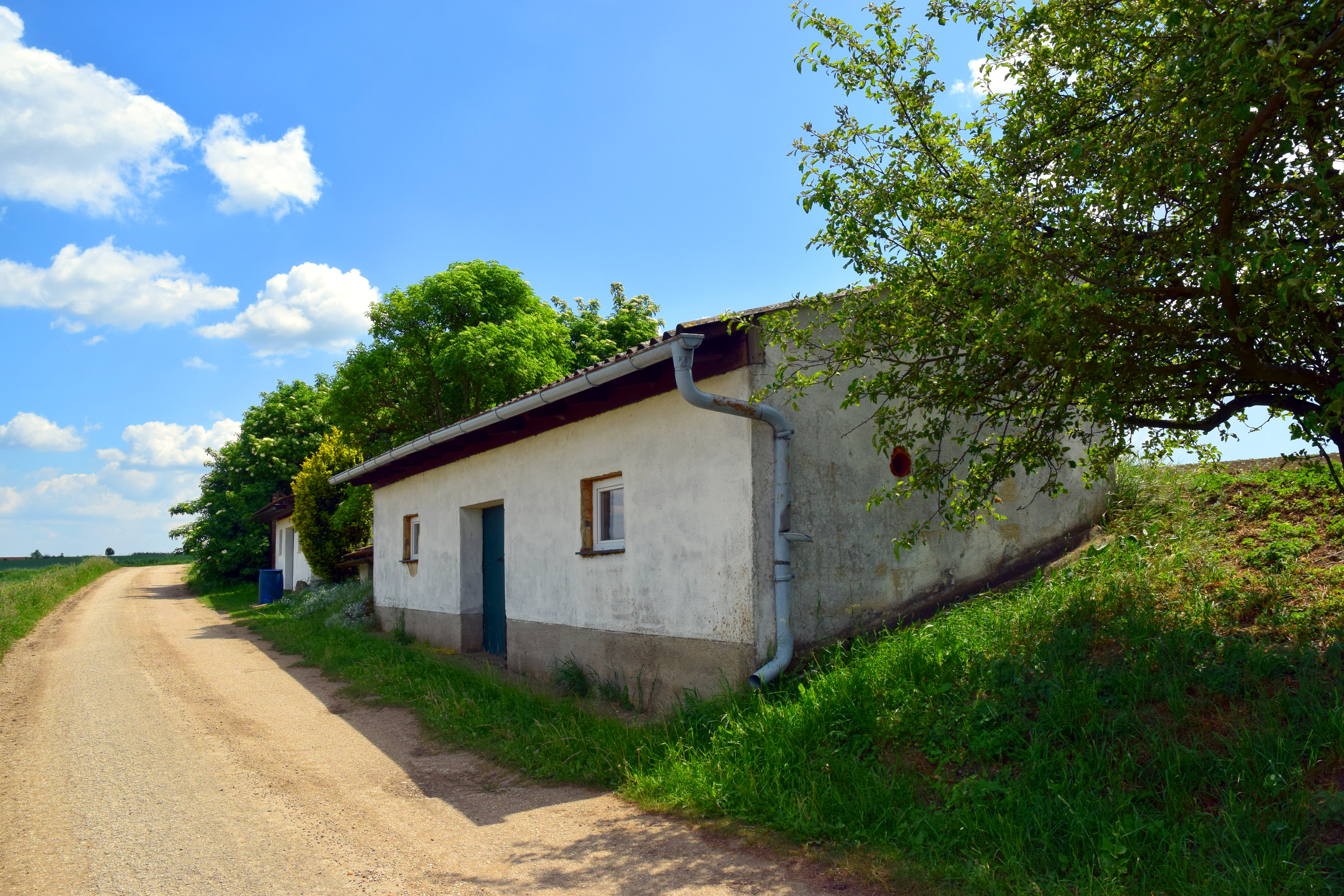
Kellergasse Raffelfeld in Maria Roggendorf

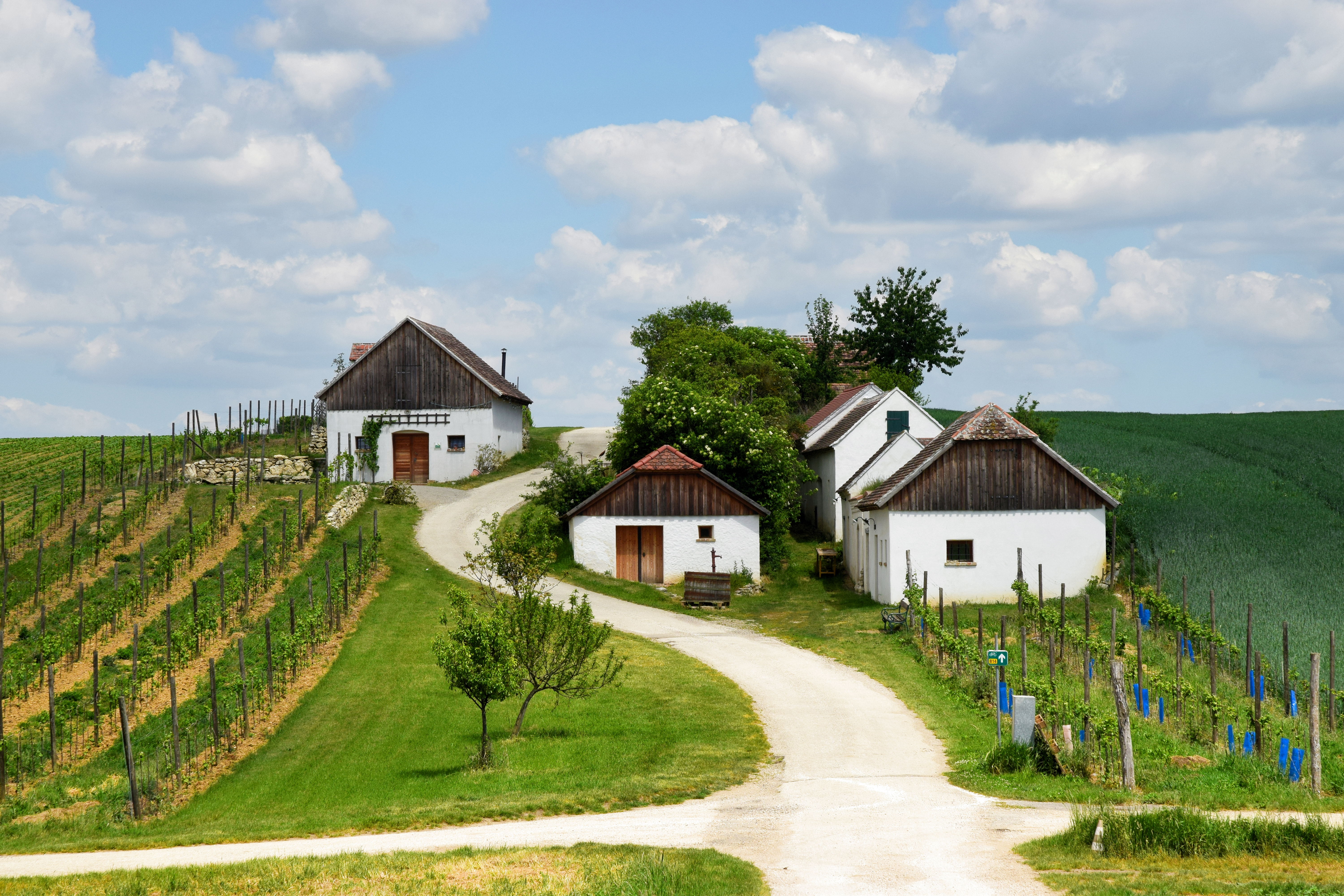
Kellergasse Steinfeld in Aschendorf

- Katholische Basilika Roggendorf Mariä Geburt
- Katholische Pfarrkirche Immendorf hl. Katharina
- Katholische Pfarrkirche Oberstinkenbrunn hl. Leonhard
- Katholische Pfarrkirche Wullersdorf hl. Georg
- Zisterzienserinnenabtei Marienfeld in Maria Roggendorf
- Bauernmuseum Kalladorf

## Wirtschaft und Infrastruktur
Im Jahr 2010 gab es 122 land- und forstwirtschaftliche Betriebe, bei der Erhebung 1999 waren es 163. Etwa zwei Drittel sind Haupterwerbsbetriebe, die knapp drei Viertel der Fläche bewirtschaften. Im Produktionssektor gibt es 25 Betriebe, die 154 Arbeitnehmer beschäftigen, mehr als drei Viertel im Baugewerbe. Der Dienstleistungssektor beschäftigt in 113 Betrieben 257 Personen, etwa 100 in sozialen und öffentlichen Dienstleistungen und 80 im Handel (Stand 2010).

### Verkehr
- Bahn: Wullersdorf liegt an der Nordwestbahn mit dem Bahnhof Hetzmannsdorf-Wullersdorf und Direktverbindungen nach Wien, Retz und Znojmo.[9]
- Straße: Durch das westliche Gemeindegebiet führt die Weinviertler Straße B303 von Hollabrunn nach Znojmo. Seit 2017 ist die Verlängerung der Weinviertler Schnellstraße S3 im Bau. Sie wird eine eigene Abfahrt Wullersdorf erhalten und voraussichtlich 2020 fertiggestellt.[10][11]

### Bildung
In der Gemeinde gibt es zwei Kindergärten, eine Volksschule und eine Mittelschule.

### Gesundheit
In Wullersdorf ordiniert eine praktische Ärztin.

## Politik

### Gemeinderat
Der Gemeinderat hat 21 Mitglieder.
- Nach den Gemeinderatswahlen in Niederösterreich 1990 hatte der Gemeinderat folgende Verteilung: 12 ÖVP, 5 FPÖ, 3 SPÖ und 1 Bürgerliste Tradinki (ÖVP).
- Nach den Gemeinderatswahlen in Niederösterreich 1995 hatte der Gemeinderat folgende Verteilung: 13 ÖVP, 5 SPÖ und 3 FPÖ.[14]
- Nach den Gemeinderatswahlen in Niederösterreich 2000 hatte der Gemeinderat folgende Verteilung: 13 ÖVP, 6 SPÖ und 2 FPÖ.[15]
- Nach den Gemeinderatswahlen in Niederösterreich 2005 hatte der Gemeinderat folgende Verteilung: 12 ÖVP, 7 SPÖ, 1 FPÖ und 1 Grüne.[16]
- Nach den Gemeinderatswahlen in Niederösterreich 2010 hatte der Gemeinderat folgende Verteilung: 13 ÖVP, 6 SPÖ, 1 FLR–Für unseren Lebensraum und 1 FPÖ.[17]
- Nach den Gemeinderatswahlen in Niederösterreich 2015 hatte der Gemeinderat folgende Verteilung: 14 ÖVP, 5 SPÖ und 2 FPÖ.[18]
- Nach den Gemeinderatswahlen in Niederösterreich 2020 hatte der Gemeinderat folgende Verteilung: 14 ÖVP, 5 SPÖ und 2 FPÖ.[19]
- Nach den Gemeinderatswahlen in Niederösterreich 2025 hat der Gemeinderat folgende Verteilung: 13 ÖVP, 4 SPÖ und 4 FPÖ.[20]

### Bürgermeister
- bis 2010 Ignaz Pimberger (ÖVP)
- seit 2010 Richard Hogl (ÖVP)[21]

### Wappen
Im Jahr 1535 verlieh König Ferdinand I. das Marktwappen. Eine Verbesserung des Wappens erfolgte 1974: Im goldenen Schild ein schwarzer Adler mit einem in Blau und Gold geteilten Brustschild.

## Persönlichkeiten

### Ehrenbürger
- 1964: Leopold Samal, Pfarrer
- 1971: Andreas Maurer, Landeshauptmann von Niederösterreich
- 1971: Leopold Grünzweig, Landesrat
- 1971: Karl Zöchmann, Leiter des Schul- und Kindergartenwesens in Niederösterreich
- 1974: Reginald Zupancic, Abt des Stiftes Melk
- 1975: Robert Hellriegl, Feuerwehrkommandant
- 1978: Opilio Rossi, päpstlicher Nuntius
- 1979: Hans Hermann Groër, Kardinal
- 1980: Josef Thürr, Bürgermeister
- 1986: Ludwig Furherr, Pfarrer
- 1990: Gregor Zöchbauer, Pfarrer
- 2020: Godhalm Gleiss, Pfarrer

### Söhne der Gemeinde
- Thomas Frieberth (1731–1788), Priester und Komponist
- Karl Frieberth (1736–1816), Komponist, Sänger und Librettist, Kapellmeister der Universität Wien
- Alexander Karl (1824–1909), Abt des Stiftes Melk, Politiker
- Johann Eichinger (1886–1967), Landwirt und Politiker
- Hans Naderer (1891–1971), Schriftsteller
- Robert Löffler (1930–1989), Politiker (ÖVP)
- Georg Wilfinger (* 1949), Abt des Stiftes Melk
- Josef Grünwidl (* 1963), Apostolischer Administrator der Erzdiözese Wien
- Markus Suttner (* 1987), Fußballprofi